# Centro de Tecnologías de Información
El Centro de Tecnologías de Información (CTI) es un centro de investigación de la Escuela Superior Politécnica del Litoral (ESPOL) en Guayaquil, Ecuador. El CTI enfoca su investigación en el área de las Tecnologías de la información y la comunicación y fue creado con el propósito de absorción, adaptación, innovación y desarrollo de estas tecnologías en el ámbito educativo.
El CTI renace formalmente como centro de investigación de la ESPOL a finales del 2007 y establece en su estructura cuatro programas de investigación:

- Tecnología como Asistente Inteligente (TAI): Explota las arquitecturas cognitivas basadas en algunas de las características del pensamiento humano para su uso en el desarrollo personal, económico y social.
- Trabajo, Colaboración y Telepresencia (TCT): Busca la creación de un ambiente de investigación único para explorar ideas. Se enfoca en innovadoras formas de interacción con la tecnología.
- Tecnologías para la Enseñanza y el Aprendizaje (TEA): Se dedica a cultivar las semillas de una sociedad más creativa, desarrollando tecnologías y métodos que apunten a la redefinición radical de la educación en el Ecuador.
- Dimensiones Humanas de la Tecnología (DHT): Se enfoca en el reconocimiento de condiciones idóneas para usar la tecnología como una herramienta eficaz en el proceso de la enseñanza-aprendizaje.

El CTI se encuentra en el Campus Prosperina de la ESPOL y es uno de los centros de investigación asociados al proyecto Parque del Conocimiento (PARCON) de la ESPOL.

## Responsabilidades dentro de la ESPOL
Las responsabilidades del CTI como centro de investigación de la ESPOL incluyen:
- Ayudar y fomentar la planificación de las tecnologías de información.
- Trabajar con todas las unidades académicas en la planificación de sus actividades relacionadas con la tecnología de Información.
- Promover la integración de tecnologías de Información en las aulas de clase.
- Facilitar las oportunidades en el uso e implementación de una infraestructura tecnológica en la enseñanza-aprendizaje.
- Ayudar y promover los esfuerzos institucionales en la construcción de una mejor organización para el manejo de nuevas tecnologías.
- Difundir tecnologías absorbidas o desarrolladas, y entrenar el uso de estas.

## Áreas de Investigación
Las áreas de investigación del CTI incluyen:
- Innovación en Educación (Technology Enhanced Learning).
- Metodologías de aprendizaje y entrenamiento-enseñanza.
- Creación, reutilización y adaptación de recursos educativos digitales.
- Utilización de tecnologías de interacción emergentes en la educación.
- Productividad y Colaboración.
- Diseño de interfaces innovadoras y naturales.
- Mundos virtuales.
- Visualización Científica y Aplicada.
- Realidad Aumentada.
- Nuevos paradigmas de colaboración remota.
- Sistemas Inteligentes de Información.
- Convergencia de medios para transmisión de información.
- Agentes Inteligentes como Tutores o Ayudantes.
- Minería de Datos.

## Certificación de gestión de calidad
El CTI se encuentra certificado en "Gestión de Proyectos de Investigación en Tecnología de Información" otorgado por COTECNA de acuerdo con la norma ISO 9001:2008.